# Юпикские языки
Юпикские языки — языковая группа, входящая в эскимосскую ветвь эскимосско-алеутской семьи. Распространены на Чукотке, западном и юго-западном побережье Аляски с прилегающими островами. Группа насчитывает 4 языка, объединяемые в 2 подгруппы. Возможно, в эту группу входит также вымерший сиреникский язык, который чаще считается третьей группой эскимосских языков.

## Классификация
- аляскинская подгруппа:
  - алютикский язык — 400 чел. (США)
  - центрально-юпикский язык — 10 тыс. чел. (США)
- сибирская подгруппа (юитский язык):
  - науканский язык — 100 чел. (Россия)
  - чаплинский язык — 1600 чел. (Россия, США)